# Нефедьево (Отрадновское сельское поселение)
Нефедьево — село в Угличском районе Ярославской области России. 
В рамках организации местного самоуправления входит в Отрадновское сельское поселение, в рамках административно-территориального устройства относится к Ординскому сельскому округу.

## География
Расположено на реке Катка в 25 км на северо-запад от центра поселения посёлка Отрадный и в 29 км на северо-запад от райцентра города Углича.

## История
Каменная Воскресенская церковь в селе построена в 1822 году на средства прихожан. В храме имелось два престола: в настоящей холодной — в честь обновления храма Воскресения Христова, в приделе же теплом — в честь Казанской иконы Божией Матери. 
В конце XIX — начале XX века село входило в состав Платуновской волости Мышкинского уезда Ярославской губернии.
С 1929 года село входило в состав Ординского сельсовета Угличского района, с 2005 года — в составе Отрадновского сельского поселения.

## Население
| 1859 | 2002 | 2007 | 2010 |
| ---- | ---- | ---- | ---- |
| 184  | ↘12  | ↘11  | ↗13  |

## Достопримечательности
В селе расположена недействующая Церковь Воскресения Словущего (1822).